# Där luften är klarast
Där luften är klarast (La región más transparente, egentlig betydelse: Den allra klaraste trakten) är en roman av Carlos Fuentes utgiven 1958. Det var författarens första roman.
Romanen är en skildring av Mexikos politiska och kulturella utveckling från före och under den mexikanska revolutionen till det samtida 1950-talet. Den är skriven med en modernistisk och collageartad stil som anknyter till amerikanen John Dos Passos berättartekniker. Skilda berättargrepp som dialoger, inre monologer och filmaktiga sekvenser samverkar med inlagda tidningsnotiser och schlagertexter. 
I det rika persongalleriet förekommer en mängd personer från olika samhällsklasser. Centralgestalt är den mystiska Ixca Cienfuegos, en halvt symbolisk gestalt som anknyter till Mexikos mytiska förhistoria och förenar de olika personerna. Till de mest framträdande av de övriga hör industrimagnaten och kapitalisten Federico Robles och den intellektuelle diktaren Manuel Zamaconda. 

## Mottagande
När romanen utkom på svenska 1987 skrev Bertil Palmqvist i Arbetet: ”Det är en märklig historia, myllrande rik, gåtfullt mystisk och realistiskt brutal på en och samma gång, bitvis spännande som en thriller, bitvis suggestiv som ett långt prosapoem. Rent tekniskt är romanen ett ofantligt kraftprov av en ännu inte 30-årig författare, ett stilistiskt och berättartekniskt fyrverkeri, en väldig berättelsefris sammansatt av alla möjliga språkbyggen”. Magnus Eriksson i Kvällsposten tyckte att ”Som brukligt är hos Fuentes, är också prosan hallucinatoriskt uppskruvad och suveränt balanserad på knivsudden mellan febrig vision och naturalistisk åskådlighet. Jag behöver väl knappast tillägga att det rör sig om ett mästerverk.” Mats Gellerfelt i Svenska Dagbladet konstaterade att ”Han lämnar alltid flera dörrar öppna i detta enastående romanbyggande som kommer att tillhöra vårt sekels mest imponerande.”